# Коритно-Забузька сільська рада
| Коритно-Забузька сільська рада — колишній орган місцевого самоврядування у Вільшанському районі Кіровоградської області з адміністративним центром у с. Коритно-Забузьке. Сільській раді були підпорядковані населені пункти: - с. Коритно-Забузьке - с. Вовча Балка |

## Склад ради
Рада складалася з 12 депутатів та голови.

### Керівний склад ради
| ПІБ                          | Основні відомості                                                             | Дата обрання | Дата звільнення |
| ---------------------------- | ----------------------------------------------------------------------------- | ------------ | --------------- |
| Самусенко Валентина Іванівна | Сільський голова, 1969 року народження, освіта, позапартійна                  | 26.03.2006   | 31.10.2010      |
| Красний Павло Вікторович     | Сільський голова, 1967 року народження, освіта незакінчена вища, безпартійний | 31.10.2010   |                 |

Примітка: таблиця складена за даними джерела

## Населення
Згідно з переписом УРСР 1989 року чисельність наявного населення сільської ради становила 549 осіб, з яких 248 чоловіків та 301 жінка.
За переписом населення України 2001 року в сільській раді мешкало 526 осіб.

### Мова
Розподіл населення за рідною мовою за даними перепису 2001 року:
| Мова       | Відсоток |
| ---------- | -------- |
| українська | 95,43 %  |
| російська  | 2,86 %   |
| молдовська | 0,76 %   |
| вірменська | 0,38 %   |
| інші       | 0,57 %   |